# بیوکانان، شهرستان توآلومی، کالیفرنیا
بیوکانان (به انگلیسی: Buchanan) یک منطقهٔ مسکونی در ایالات متحده آمریکا است که در شهرستان توآلومی، کالیفرنیا واقع شده‌است. بوکنن ۹۵۳٫۱۲ متر بالاتر از سطح دریا واقع شده‌است.